# Archidiakon
Archidiakon (gr. archi „naczelny” + diákonos „diakon”) – delegat biskupa do spraw administracji i dyscypliny na terenie diecezji lub na terenie okręgu kościelnego zwanego archidiakonatem.

## Okres starożytności chrześcijańskiej
Tradycja wschodnia przypisuje tytuł archidiakona już św. Szczepanowi. W źródłach pisanych urząd archidiakona pojawił się pod tą nazwą około IV wieku. Początkowo był to diakon powoływany przez biskupa na przełożonego innych diakonów diecezji. Archidiakon zarządzał majątkiem diecezji, w szczególności rozdawał jałmużnę potrzebującym.

## Kościoły wschodnie

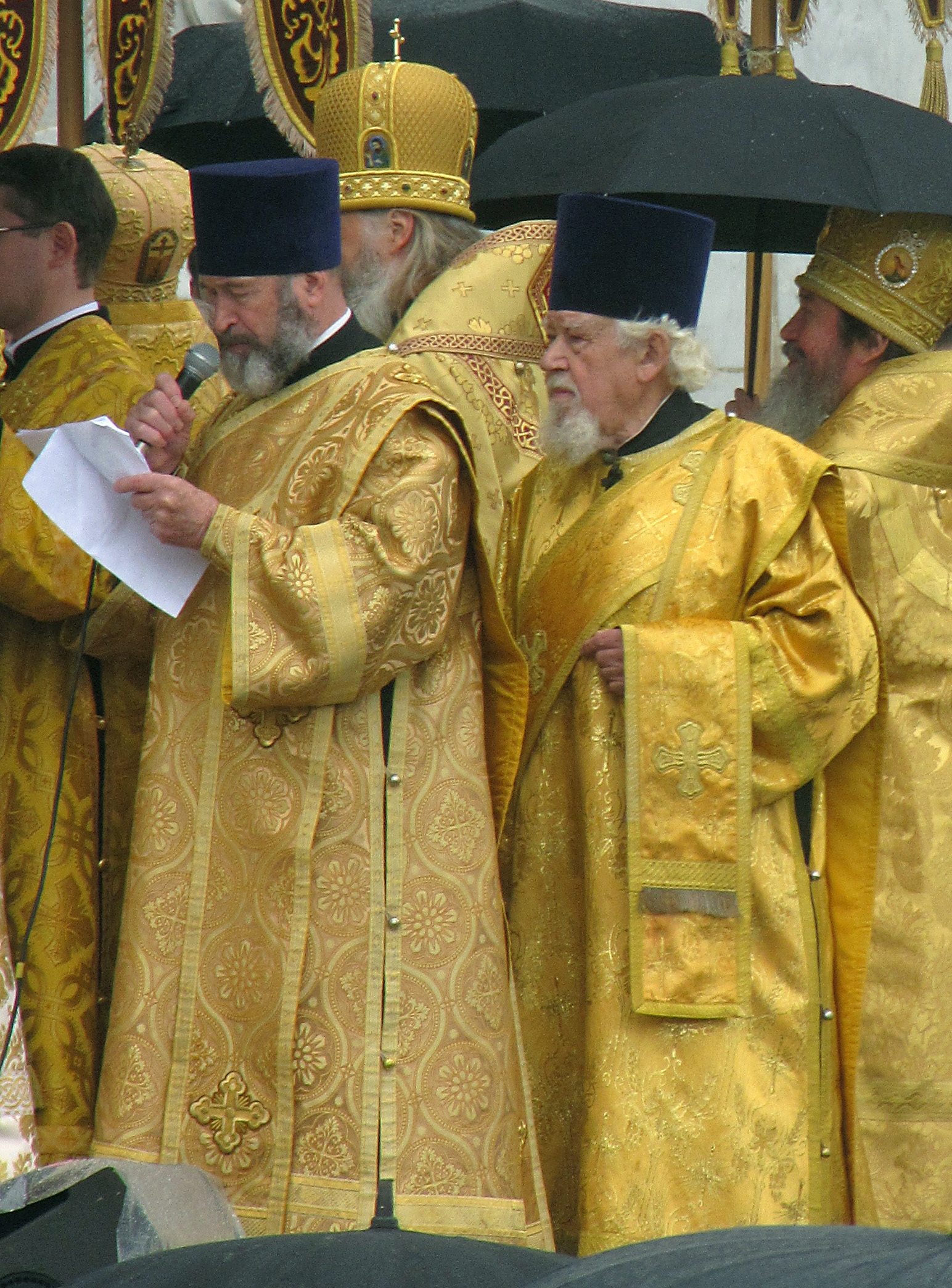
Procesja duchowieństwa Rosyjskiego Kościoła Prawosławnego z udziałem protodiakona Władimira Nazarkina (po lewej) oraz archidiakona Andrieja Mazura.

Praktyka podnoszenia zasłużonych diakonów do godności archidiakona jest praktykowana w Kościołach prawosławnych i w Katolickich Kościołach wschodnich do dziś. W tradycji słowiańskiej archidiakonowi przysługuje w Liturgii podwójny orarion.

## Kościół zachodni
W Kościele zachodnim z czasem archidiakon stał się zastępcą biskupa do spraw administracji i dyscypliny. O wzroście znaczenia urzędu świadczy fakt, że archidiakoni reprezentowali czasem biskupów na soborach, a po śmierci biskupa zarządzali diecezją do czasu wyboru następcy. Wraz ze wzrostem znaczenia urzędu, zaczęto powoływać archidiakonów także spośród kapłanów.

### Archidiakon jako zwierzchnik archidiakonatu
Do IX wieku w poszczególnych diecezjach był jeden archidiakon działający z upoważnienia biskupa.
W państwie Karolingów, poczynając od IX wieku, zaczęto dzielić diecezje na jednostki administracyjne pod nazwą archidiakonatów z archidiakonami na czele. Podział ten upowszechnił się w całym Kościele zachodnim, a archidiakoni uzyskali silną i niezależną pozycję, zagrażającą nawet biskupom. Wynikało to z szerokich uprawnień archidiakona na terenie archidiakonatu. Ich podstawowym zadaniem było prowadzenie wizytacji na swoich terytoriach, jednak w praktyce, z wyjątkiem udzielania święceń, mieli oni właściwie wszystkie kompetencje biskupów na terenie sobie podległym, łącznie z możliwością zwoływania synodów archidiakonalnych. Zasadnicze znaczenie dla wzrostu niezależności archidiakonów miała dożywotność ich urzędu. Archidiakonaty często stawały się zalążkiem nowych diecezji.
Poczynając od XIII wieku biskupi zaczęli ograniczać uszczuplające ich władzę kompetencje archidiakonów. W tym celu wprowadzono między innymi urząd oficjała (wikariusz in spiritualibus) jako odwoływalnego zastępcy biskupa do spraw administracyjnych. Ostatecznie sobór trydencki odebrał archidiakonom w XVI wieku większość ich uprawnień, chociaż sam podział na archidiakonaty przetrwał dużo dłużej.
Archidiakon stał się obecnie tytułem czysto honorowym, przewidzianym w statutach niektórych kapituł kolegiackich i katedralnych. Funkcje pełnione dawniej przez archidiakonów w diecezji przejęli wikariusze generalni. Podział diecezji na archidiakonaty jest współcześnie zjawiskiem rzadkim, nie ma go żadna z diecezji w Polsce.
W Kościele anglikańskim, gdzie nie przyjęto reform soboru trydenckiego, archidiakoni zachowali swoją dawną pozycję i przywileje.